# ويلسون دبليو. سورنسن
ويلسون دبليو. سورنسن (بالإنجليزية: Wilson W. Sorensen)‏ هو مبشر أمريكي، ولد في 8 أغسطس 1916، وتوفي في 30 يوليو 2009.